# Komyria
Die Komyria waren im antiken Griechenland ein jährliches, zwei Tage währendes Fest zu Ehren des Zeus Komyros, das im karischen Bergdorf Panamara nahe der Stadt Stratonikeia begangen wurde.
In Panamara wurden im 19. Jahrhundert Ruinen eines Tempels des Zeus Panameros gefunden, der den kultischen Mittelpunkt verschiedener Gemeinden darstellte, die sich später zu einem Koinon zusammenschlossen. Dort sind auch eine Reihe von Inschriften gefunden worden, die Aufschluss über die Kultpraxis geben. Neben den Komyria wurden hier auch die Panamereia, das Fest des Zeus Panameros, und Heraia zu Ehren der Göttin Hera Teleia begangen, die Komyria waren dabei mit großer Wahrscheinlichkeit das älteste der drei Feste. Neben dem Tempel befand sich ein separates, Komyrion genanntes, Heiligtum.
Die Komyria waren ein Mysterienkult, der mit einem feierlichen Umzug begann, in dem das Kultbild von Stratonikeia nach Panamara getragen 
oder im Temenos herumgeführt wurde. Der das Kultbild tragende Priester saß dabei auf einem Pferd. Die Priester und Priesterinnen schenkten daraufhin Wein und Salböl aus, stellten Bretterhütten für die Fremden auf und verteilten die Opfergaben unter den Festteilnehmern, sogar Geld wurde verteilt. Die Männer wurden anschließend im Komyrion bewirtet, während die Frauen im Tempel speisten, die Sklaven wurden dabei mitbewirtet. Von den Männern, möglicherweise nur von den Epheben, wurden während des Festes Haaropfer dargebracht.
Da mit den Heraia ein Fest der Frauen bestand, wäre zu erwarten, dass das eine von Priestern und das andere von Priesterinnen geleitet würde. Tatsächlich waren an jedem Fest ein Priesterpaar sowie ein Mystagoge beteiligt. Die jährlich wechselnden Priester und Priesterinnen waren sowohl für die Durchführung der Komyria als auch der Panamereia zuständig, nach dem Präskript einer Inschrift nannten sie sich en Komyriois (ἐν Κομυρίοις) oder en Heraiois (ἐν Ἡραίοις). Wenn niemand das Priesteramt übernehmen wollte, wurde die Entscheidung eines Gottes angerufen und mitunter ein völlig Unvorbereiteter zum Priesteramt bestellt.